# ヴァルプルギスの夜

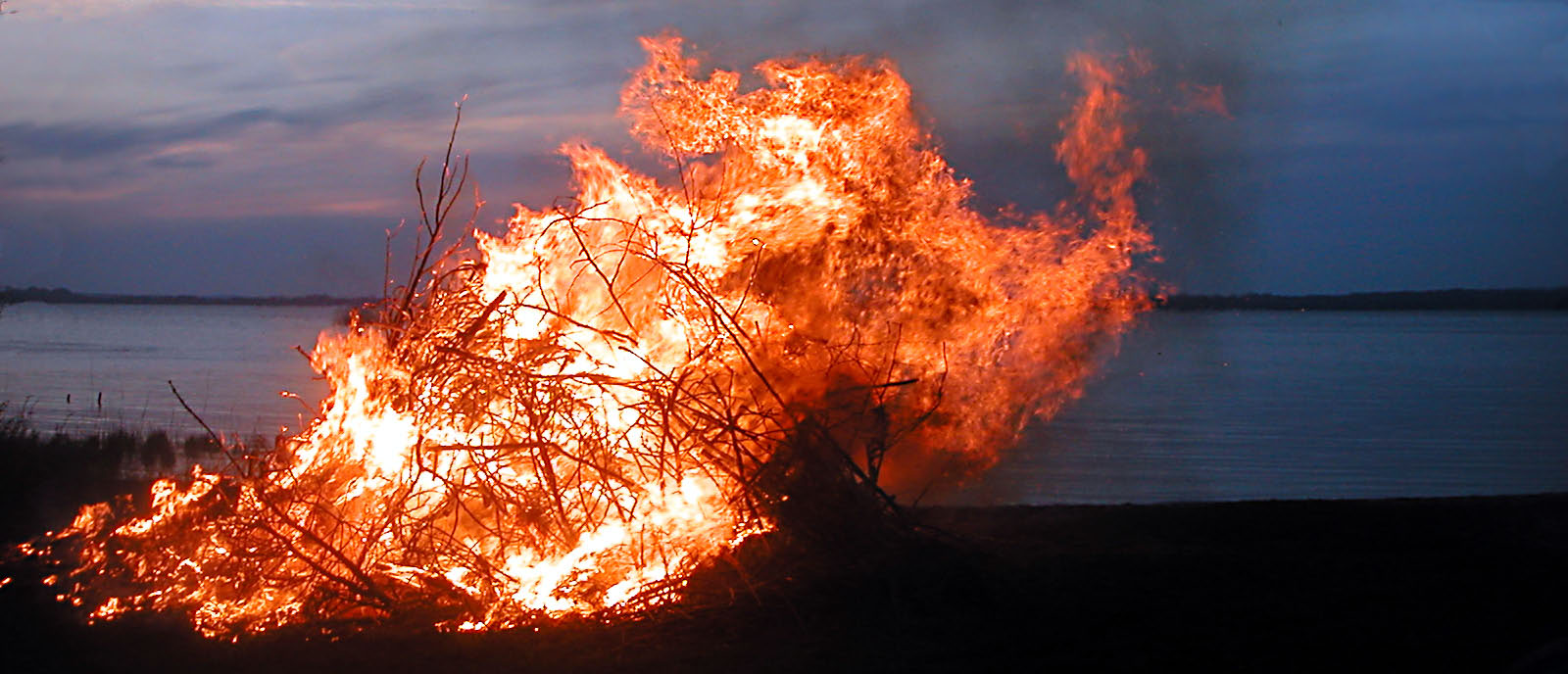
ヴァルプルギスの夜に焚かれるかがり火（スウェーデン）

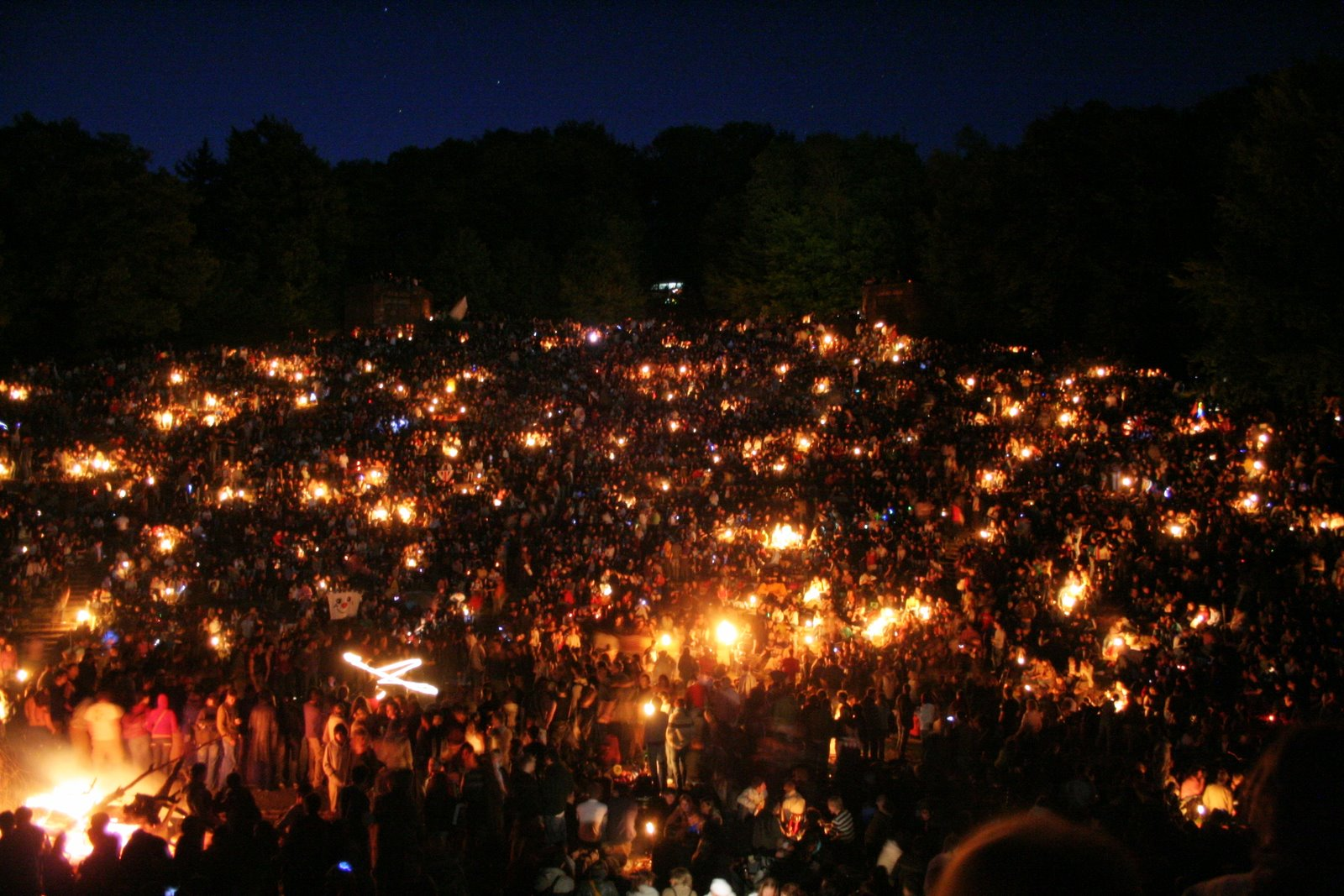
ヴァルプルギスの夜を祝う群衆（ドイツ・ハイデルベルク）

ヴァルプルギスの夜（ヴァルプルギスのよる、独: Walpurgisnacht）は4月30日か5月1日に中欧や北欧で広く行われる行事である。ワルプルギスの夜とも表記される。

## 発祥
ヴァルプルギスという名称は、聖ヴァルプルギスの夜の省略形で、8世紀のフランク王国の女子修道院長の名に由来し、祝いは4月30日の夜から5月1日にかけて続く。この祝日は聖ワルプルガの列聖と、アイヒシュタットへの聖遺物の移送を記念したもので、どちらの日も870年5月1日である。

聖ワルプルガは民衆のキリスト教への改宗に成功し、ドイツのキリスト教では、ペスト・狂犬病・百日咳および魔女魔術に対する戦いとして信仰され、キリスト教徒は聖ワルプルガを介して神に祈ることで、魔女からの守護を得るとされる。

ヨーロッパの一部では今なお焚火を点けて聖ヴァルプルギスのイブを祝い、悪霊や魔女を退散させる風習が続いている。歴史的には、聖ワルプルガの祝日にアイヒシュタットにある聖ワルプルガの墓を訪れるキリスト教巡礼者が、小瓶に聖ワルプルガのオイルを手に入れることもある。
また、ヴァルプルギスの夜はキリスト教以前のゲルマンやケルトの民間信仰や伝統的な春祭りと結びついている。北欧や中欧では、古代より5月を祝う祭り、「五月祭」（メイフェア）が広く親しまれており、一説ではヴァルプルギスの夜はケルト人のベルティン (Beltane, Bealtaine) またの名をケーサマイン (Cétamain, Cétshamhain) にも関連があるともいわれる。北欧神話では、主神オーディンがルーン文字を生み出すために世界樹ユグドラシルの樹に逆さ吊りになり、自らを槍で刺して死と再生をしたのがこの日とされている。

## ヨーロッパ各地での行事

### ドイツ

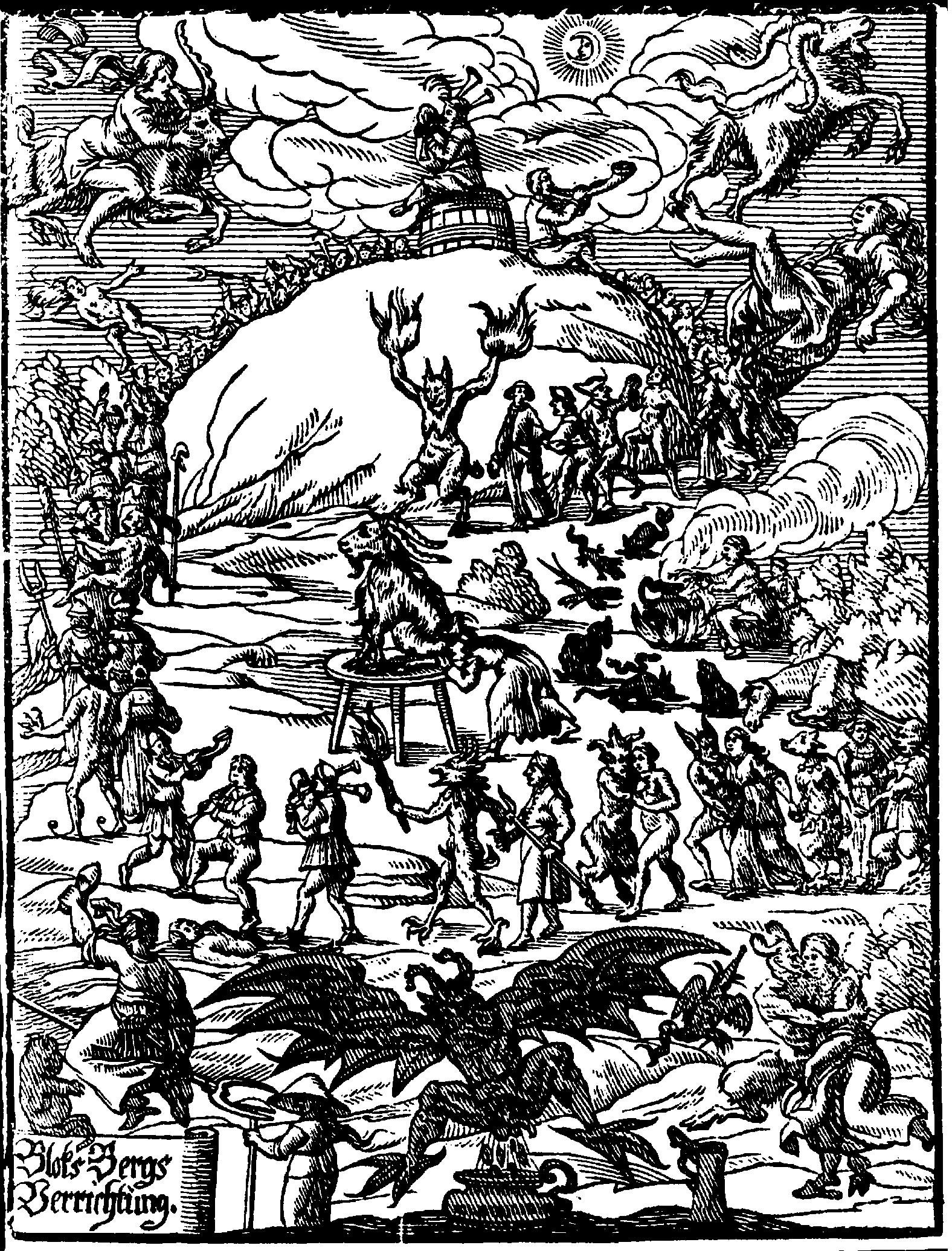
ブロッケン山で行われる魔女の集会

ドイツでは、ヴァルプルギスナハト (Walpurgisnacht) またはヘクセンナハト（Hexennacht、「魔女の夜」という意味）は4月30日の日没から5月1日未明にかけての夜を指し、伝えられるところによれば、魔女たちがブロッケン山で大規模な祭りを催して、春の到来を待つという。
ゲーテの『ファウスト 第一部』での場面は「ヴァルプルギスの夜」と呼ばれ、第二部での場面は「古典的ヴァルプルギスの夜」と呼ばれる。
ドイツ北岸地域の一部では、大きなバリティニの火をたく風習が未だ保存され、5月の到来を祝う。ドイツの大部分では復活祭の頃の『復活祭のかがり火』として、キリスト教化された風習となっている。
南ドイツの田舎では、ヴァルプルギスの夜に若者たちが悪ふざけをする文化が残っている。例えば隣人の庭を荒らす、他人の物を隠す、落書きをする、などである。これらの悪ふざけは時に、財産に致命的な損傷を与えたり、他人を負傷させたりすることもある。
アドルフ・ヒトラーとヨーゼフ・ゲッベルスら側近数名は、1945年の4月30日から5月1日にかけてのヴァルプルギスの夜に自殺している。ヒストリーチャンネルのドキュメンタリー番組『ヒトラーとオカルト』によれば、ヒトラーらがその日は悪魔崇拝のうえで重要な日であると信じていたからだという。

### スウェーデン

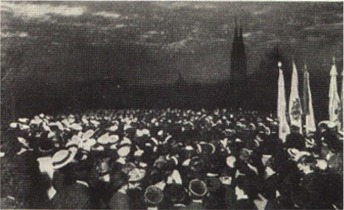
ウプサラ城外で歌を歌い、ヴァルプルギスの夜を祝う群衆。その多くが典型的なスウェーデンの白い学生帽を被っている。背景にはウプサラ大聖堂のシルエットが浮かび上がる。1920年頃の写真より

スウェーデン語でヴァルボリスメッソアフトン (Valborgsmässoafton) またはヴァルボリ (Valborg) と呼ばれるヴァルプルギスの夜は、スウェーデンの祝日の一つで、ユールや夏至祭に匹敵する祭りである。様式は地方や都市によって様々な違いがある。スウェーデンの伝統的な様式の一つでは、大きなかがり火を焚く。これはスヴェアランドで確立した風習で、18世紀の間にウップランド地方で始まったものである。イェータランドで始まった古い風習では、黄昏時に若者らが青々した草木や枝木を集め、村の家々を飾った。この仕事の報酬は、卵で支払われた。
国中に最も広まった伝統は、おそらく春の歌を歌うことである。歌の多くは、19世紀に始まるもので、学生たちの春の祭りから広まった。最も影響力があり最も伝統のある春の祭りは、ウプサラやルンドのような古い大学を抱える都市で確立した。どちらも在校生・卒業生がそろって4月30日の早朝から深夜まで行事に参加する。また、ルンドなどではその行事がシスタ・アプリル（Sista April、4月最後の日という意味）と呼ばれる。謝肉祭のパレードのような新入生の伝統行事、コテーシェン (Cortègen) は、ヨーテボリのチャルマース工科大学の学生によって1909年から催されている。

### フィンランド
フィンランドのヴァルプルギスの夜、ヴァプンアーット (Vapunaatto) は大晦日と夏至祭に次ぐ大規模なカーニヴァル風の祝祭で、フィンランド各地の市街で行われている。祭りでは、よく発泡ワインとその他のアルコール飲料が大量に消費される。学生の伝統行事もヴァップの特徴の一つである。19世紀の世紀末以降、伝統的に上流階級の祝祭だったこの祭りは、大学に入って既に学生帽をもらっていた学生たちによって吸収された。ルキオ（Lukio、ギムナジウムに相当）を卒業した多くの人々も帽子を被る。ヴァップの期間中は、様々なアルコール含有量の蜂蜜酒の一種シマを飲む風習がある。行事には、ヘルシンキにある裸婦像ハヴィス・アマンダに帽子を被せることと、『アプ』 (Äpy) と『ユルック』 (Julkku) と呼ばれる下品な事柄をおさめた本を1年おきに出版することが含まれる。どちらの本もヘルシンキ工科大学によって発行され、内容は子供じみたものだが、『ユルック』は標準的な雑誌で、『アプ』には常に仕掛けがある。これまで、『アプ』はトイレットペーパーやベッドシートに印刷されたことがあり、サーディンの缶詰や牛乳パックといった標準的な製品のパッケージの中に詰め込まれていたことも何度かある。祝祭には5月1日の贅沢なピクニックも含まれる。
フィンランドの伝統には、旧ソヴィエト連邦の影響を受けたメーデーのパレードがある。左派政党に始まり、フィンランドの政界全体が、ヴァップを遊説や煽動の日としている。これには右派政党が含まれるだけでなく、教会もこれにならい行進や演説をしていた。スウェーデンでは、労働党と社会主義政党だけが5月1日を政治活動の日としていたが、その他は伝統的な祭りに参加していた。
1970年代まで活動した労働党支持者らは今も5月1日に祝宴を行う。彼らは祝祭を組織し、労働者が好んで聞いたような古い左派の歌をラジオでながす。労働者の精神は、フィンランドの首都ヘルシンキに今も残っているのである。
5月の初日は皆が楽しみ騒ぐ日である。家族連れは市場で春の最初の日と夏の到来を祝う。風船が街頭を飾り、人々は屋外でその年最初のビールを味わう。道化や仮面を被った人々なども繰り出し、色とりどりの吹き流しや、太陽に溢れ、おかしく馬鹿げた日なのである。フィンランドでは、多くの人々にとって春の始まりを意味する。
伝統的な5月1日は、ヘルシンキの場合、カイヴォプイスト公園やカイサニエミ公園でピクニックをして祝う。ほとんどの人は、友人と毛布を敷いておいしい食べ物と発泡ワインを広げて楽しむ。しかしながら一部の人々は、白いテーブルクロス、銀製の蝋燭台、クラシック音楽、豪華な食べ物を用意して極端に豪華にしたピクニックを組織する。ピクニックは通常早朝に始まり、一部の破天荒なパーティーでは前夜から一睡もせずに徹夜で続けられる。一部の学生組織は毎年キャンプをしたりする伝統的な場所を持つ。

### エストニア
エストニアでは、ヴォルプリエー (Volbriöö) と呼ばれるヴァルプルギスの夜は4月30日から5月1日の夜にかけて祝われる。5月1日は春の日と呼ばれる公の祝日ケヴァトピュハ (Kevadpüha) であるが、国中で行われる祝宴をともなうヴァルプルギスの夜ほどは重要ではない。ドイツ文化の影響から、ヴァルプルギスの夜は魔女の会合と酒宴の夜であると考えられている。現在も一部の人々は魔女の出で立ちに着替えて、カーニヴァルの雰囲気を漂わせて街頭に繰り出す。
しかし、多くのエストニア人にとってヴァルプルギスの夜は、夜通し屋外で飲んでパーティーをし、春の到来を祝うという理由になっている。これは、南エストニアの学問の都市タルトゥで特に顕著である。学生組織に属すエストニアの学生にとって、タルトゥの通りで伝統的なパレードのある夜が始まると、夜通し互いの組織の家々を訪問しあい、たくさんのビールをあおり、ともに過ごしたり街頭へくり出し、あちらこちらへ移動する。5月1日はカートリペエヴ (Kaatripäev) としても知られ、これはドイツ語で二日酔いを意味するカター (kater) から発祥した名称で「二日酔いの日」を意味する。

## ヴァルプルギスの夜に触発された文化
- 『最初のワルプルギスの夜』Die Erste Walpurgisnacht - フェリックス・メンデルスゾーンが1832年に作曲したカンタータ。ゲーテの詩が下敷きとなっている。
- 『ヴァルプルギスの夜』 - 1917年のグスタフ・マイリンク作の小説。
- 『魔の山』 - トーマス・マン作の1924年の小説。
- 『ワルプルギスの夜』sv:Valborgsmässoafton_(film,_1935) - 1935年制作のスウェーデンの映画。監督：グスタフ・エドグレン。女優イングリッド・バーグマンの初主演作品。
- 『ファンタジア』 - 1940年製作のディズニー映画。
- 『小さい魔女』 - オトフリート・プロイスラー作の児童文学。
- 『重力の虹』 - 1973年に発表されたトマス・ピンチョン作の小説。
- 『ヴァルプルギスの夜』 - スウェーデン映画。
- 『生命の焔纏いて』 - Sota Fujimoriとwacの楽曲。pop'n music Sunny Parkに収録。
- シュガシュガルーン
- ワルプルギス賞
- ワルプルギス石（ドイツ語版） - (walpurgite)
- 『ウォー・ピッグス（War_Pigs）』en:War_Pigs - 1970年に発表されたブラック・サバスの楽曲。作られた当初のタイトルは『Walpurgis』だった。
- 『魔法少女まどか☆マギカ』  - 2011年にテレビで放送されたオリジナルアニメ作品、および2013年に公開されたアニメ映画、またそれを起因とする作品群。作中に「ワルプルギスの夜」と言われる大災厄がある。ゲーテの戯曲『ファウスト』と関連して「クリームヒルト」の要素もある。
- 『Walpurgis Night』 - ドイツ出身のヘヴィーメタルバンドStormwitchのデビューアルバムのタイトル。同名の曲を含む。